# Tender
Tender (järnväg) 

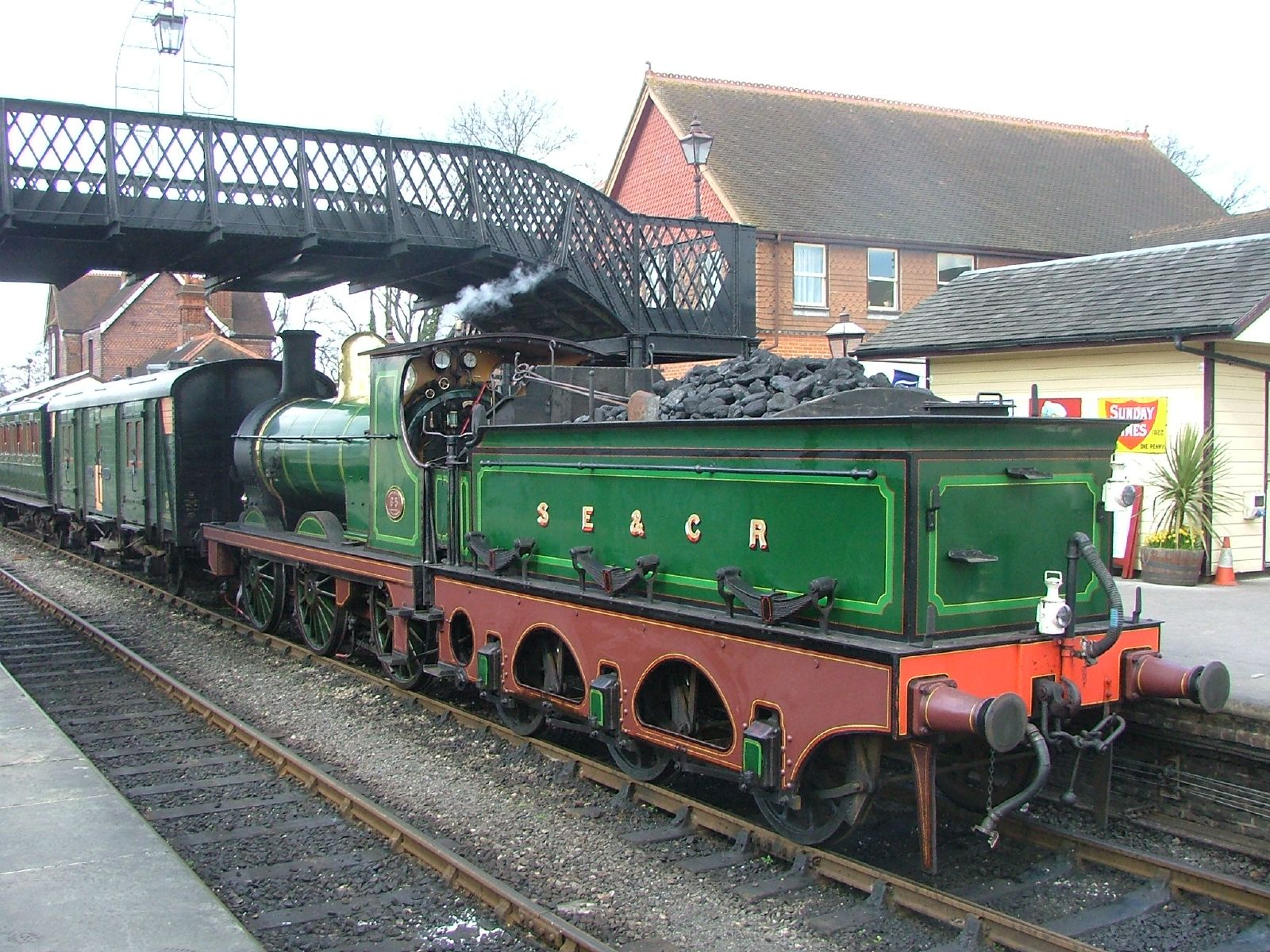
En tender (kolvagn) bakom ett ånglok i Storbritannien.

En tender är en förrådsvagn för ånglok där vatten och bränsle förvaras. Tendern är fastkopplad till loket med en speciell koppling, och anses i stort sett vara en del av loket, då detta inte klarar sig speciellt länge utan denna. 
Ångloken delas in i tenderlok som har tender, och tanklok som medför vatten och kol på själva loket (och då saknar tender).
Tender (sjöfart) 
Till sjöss är en tender en mindre båt som används i anslutning till en större båt, till exempel för att transportera personer till och från land eller mellan båtar.